# Las ciervas
Las ciervas (titulada originalmente en francés, Les biches) es una película francesa de 1968, dirigida por Claude Chabrol y escrita por él mismo junto a Paul Gégauff. Es considerada la primera película que aborda abiertamente el amor lésbico en la Nouvelle Vague francesa.

## Descripción
Protagonizada por Jean-Louis Trintignant, Jacqueline Sassard y Stéphane Audran, esta última ganó el Oso de Plata a la mejor interpretación femenina en la 18.ª edición del Festival Internacional de Cine de Berlín.
Su trama se centra en la relación entre una mujer adinerada, Frédérique (Stéphane Audran), y una artista callejera, Why (Jacqueline Sassard), que se ve alterada cuando el arquitecto Paul Thomas (Jean-Louis Trintignant) intenta conquistar a la segunda.